# Az umpqua indiánok Tehén-pataki törzse
Az umpqua indiánok Tehén-pataki törzse az Oregon állambeli Tehén-pataknál élő őslakosoknak az Amerikai Egyesült Államok szövetségi kormánya által elismert szervezete.

## Történet

### Eredetük
Az 1853-as békeszerződés aláírásakor a térség indián népeit egységesen Tehén-pataki törzsként ismerték. Az indiánok a 324 hektár földért összesen tizenkétezer dollár kompenzációt kaptak.
Az 1855-ös háború lezárásaként az indiánokat a Grand Ronde-i rezervátumba költöztették; mivel az áthelyezéshez biztosított nyolc kocsi kevésnek bizonyult, többek gyalogolni kényszerültek. A költözést megtagadó milwaleták egy része éhen halt, másokat pedig fosztogatók gyilkoltak meg. A Canyonville környékén maradó őslakosok később a telepesek haszonállatainak lemészárlásával jutottak élelemhez.

### Területi igények
1910-ben a törzs megpróbálta egykori területeinek egy részét visszaszerezni, azonban a kompenzációra benyújtott törvényt 1932-ben Herbert Hoover elnök megvétózta. Az 1936-ban és 1940-ben zajló tárgyalások során a részt vevő 17 törzsből mindössze kettőnek ismerték el területi igényeit.
Az 1980-ban hozott jogszabálynak köszönhetően a kompenzáció alacsony mértéke miatt a törzsek pert indíthattak a szövetségi kormány ellen. A Tehén-pataki törzs 1982-ben hivatalos státuszt kapott.

## Népesség
A törzsnek körülbelül ezernégyszáz tagja van.

## Gazdaság
A törzs jelentős bevételi forrása a Canyonville-ben működő Seven Feathers kaszinó.

## Fordítás
- Ez a szócikk részben vagy egészben  a   Cow Creek Band of Umpqua Tribe of Indians című angol Wikipédia-szócikk ezen változatának fordításán alapul.  Az eredeti cikk szerkesztőit annak laptörténete sorolja fel. Ez a jelzés csupán a megfogalmazás eredetét és a szerzői jogokat jelzi, nem szolgál a cikkben szereplő információk forrásmegjelöléseként.